# حفلة الحديقة: وقصص أخرى
حفلة الحديقة: وقصص أخرى (بالإنجليزية: The Garden Party: and Other Stories)‏ كتاب لمجموعه من القصص القصيرة لعام 1922 للكاتب كاثرين مانسفيلد.

## القصص
1. «في الخليج»[1]
2. «حفل الحديقة»[1]
3. «بنات العقيد الراحل»[1]
4. «السيد والسيدة دوف»[1]
5. «الفتاة الصغيرة»
6. «حياة ما باركر»[1]
7. «الزواج على غرار الوضع»[1]
8. «الرحلة»[1]
9. «السيده بريل»[1]
10. «أول كرة لها»[1]
11. «درس الغناء»
12. «الغريب»[1]
13. «عطلة بنك»
14. «عائلة مثالية»
15. «خادمة السيدة»

## الأفكار الرئيسية
- الحياة
- الموت
- الزواج
- الحقيقة المشوهة
- خيبة الأمل
- المهمة
- جنس«تأنيث أو تذكير»

## روابط خارجية
- حفلة الحديقة: وقصص أخرى على موقع الموسوعة البريطانية (الإنجليزية)

- The Garden Party and Other Stories by Katherine Mansfield available freely at Project Gutenberg
- The Garden Party and Other Stories at the British Library
- The Garden Party and Other Stories at the New Zealand Text Centre